# Víctor Valdés
Víctor Valdes Arribas (L’Hospitalet de Llobregat, Katalónia, 1982. január 14. –) katalán születésű spanyol válogatott labdarúgó, kapus, edző.

## Pályafutás
1993-ban került a Barcelona ifjúsági csapatához, azonban családjával ugyanebben az évben Tenerifére költözött, ahonnan 3 év múlva tért csak vissza. Végigjárta az ifjúsági ranglétrát, míg végül 2002-ben felkerült a nagycsapathoz, ahol Roberto Bonano cseréjeként számítottak rá.
A 2003–2004-es szezontól (kiszorítván Rüstü Recbert) megszakítás nélkül 2014-ig elsőszámú hálóőrnek tekinthető.
Egyre magabiztosabb, páratlan reflexekkel megáldott hálóőr, aki régebben gyakran előforduló hibáit szinte maradéktalanul elhagyta és a világ egyik legjobb kapusává nőtte ki magát.
Néhányszor pályára lépett a katalán nemzeti csapatban, 2010-ben pedig már a spanyol szövetségi kapitány, Vicente del Bosque is felfigyelt Valdés egyre javuló teljesítményére és a tar portás a világbajnoki szűkített keretbe is bekerült. Válogatottbeli bemutatkozására a tornát megelőző Spanyolország által 1–0-ra megnyert találkozón került sor Dél-Korea ellen.
A Barcelonával megnyerte a Bajnokok Ligája 2005–2006-os továbbá a 2008–2009-es kiírását, amikben vitathatatlanul hatalmas szerepet vállalt.
2017. augusztus 17-én bejelentette visszavonulását a profi futballtól.
2020. nyarán a negyedosztályú UA Horta csapatának lett az edzője.

## Sikerei, díjai

### Barcelona
- Spanyol bajnok (La Liga) (6): 2004–2005, 2005–2006 2008–2009, 2009–2010, 2010–2011, 2012–2013
- Spanyol Király Kupa (Copa del Rey) (2): 2008–2009, 2011–2012
- Spanyol szuperkupa győztes (Supercopa de España) (6): 2005, 2006, 2009, 2010, 2011, 2013
- UEFA Bajnokok Ligája-győztes (Champions League) (3): 2005–2006, 2008–2009, 2010–2011
- UEFA Szuper Kupa (UEFA Super Cup) (2): 2009, 2011
- FIFA Klub Világbajnokság(FIFA Club World Cup) (2): 2009, 2011
- Zamora-trófea győztes (4): 2005, 2009, 2010, 2011

### Standard de Liège
- Belga kupagyőztes: 2016

### Spanyol válogatott
- Világbajnok (1): 2010
- Európa-bajnok (1): 2012-es labdarúgó-Európa-bajnokság

## Statisztikái
2017. április 28-án frissítve
| Klub                           | Szezon             | Bajnokság       | Bajnokság | Kupa            | Kupa  | Ligakupa        | Ligakupa | Európa          | Európa | Egyéb           | Egyéb | Összesen        | Összesen |
| Klub                           | Szezon             | Pályára lépések | Gólok     | Pályára lépések | Gólok | Pályára lépések | Gólok    | Pályára lépések | Gólok  | Pályára lépések | Gólok | Pályára lépések | Gólok    |
| ------------------------------ | ------------------ | --------------- | --------- | --------------- | ----- | --------------- | -------- | --------------- | ------ | --------------- | ----- | --------------- | -------- |
| Barcelona B                    | 2000–2001          | 14              | 0         | —               | —     | —               | —        | —               | —      | —               | —     | 14              | 0        |
| Barcelona B                    | 2001–2002          | 43              | 0         | —               | —     | —               | —        | —               | —      | —               | —     | 43              | 0        |
| Barcelona B                    | 2002–2003          | 20              | 0         | —               | —     | —               | —        | —               | —      | —               | —     | 20              | 0        |
| Barcelona B                    | Összesen           | 77              | 0         | —               | —     | —               | —        | —               | —      | —               | —     | 77              | 0        |
| Barcelona                      | 2002–2003          | 14              | 0         | 0               | 0     | —               | —        | 6               | 0      | —               | —     | 20              | 0        |
| Barcelona                      | 2003–2004          | 33              | 0         | 6               | 0     | —               | —        | 5               | 0      | —               | —     | 44              | 0        |
| Barcelona                      | 2004–2005          | 35              | 0         | 0               | 0     | —               | —        | 8               | 0      | —               | —     | 43              | 0        |
| Barcelona                      | 2005–2006          | 35              | 0         | 0               | 0     | —               | —        | 12              | 0      | 2               | 0     | 49              | 0        |
| Barcelona                      | 2006–2007          | 38              | 0         | 0               | 0     | —               | —        | 8               | 0      | 4               | 0     | 50              | 0        |
| Barcelona                      | 2007–2008          | 35              | 0         | 6               | 0     | —               | —        | 11              | 0      | —               | —     | 52              | 0        |
| Barcelona                      | 2008–2009          | 35              | 0         | 0               | 0     | —               | —        | 14              | 0      | —               | —     | 49              | 0        |
| Barcelona                      | 2009–2010          | 38              | 0         | 0               | 0     | —               | —        | 12              | 0      | 5               | 0     | 55              | 0        |
| Barcelona                      | 2010–11            | 32              | 0         | 0               | 0     | —               | —        | 11              | 0      | 1               | 0     | 44              | 0        |
| Barcelona                      | 2011–2012          | 35              | 0         | 0               | 0     | —               | —        | 11              | 0      | 5               | 0     | 51              | 0        |
| Barcelona                      | 2012–2013          | 31              | 0         | 0               | 0     | —               | —        | 11              | 0      | 2               | 0     | 44              | 0        |
| Barcelona                      | 2013–2014          | 26              | 0         | 0               | 0     | —               | —        | 6               | 0      | 2               | 0     | 34              | 0        |
| Barcelona                      | összesen           | 387             | 0         | 12              | 0     | —               | —        | 115             | 0      | 21              | 0     | 535             | 0        |
| Manchester United              | 2014–2015          | 2               | 0         | 0               | 0     | —               | —        | —               | —      | —               | —     | 2               | 0        |
| Manchester United              | 2015–2016          | 0               | 0         | 0               | 0     | 0               | 0        | —               | —      | —               | —     | 0               | 0        |
| Manchester United              | Összesen           | 2               | 0         | 0               | 0     | —               | —        | —               | —      | —               | —     | 2               | 0        |
| Standard de Liège (kölcsönben) | 2015–2016          | 5               | 0         | 2               | 0     | —               | —        | —               | —      | 1               | 0     | 8               | 0        |
| Standard de Liège (kölcsönben) | Összesen           | 5               | 0         | 2               | 0     | —               | —        | —               | —      | 1               | 0     | 8               | 0        |
| Middlesbrough                  | 2016–2017          | 28              | 0         | 0               | 0     | —               | —        | —               | —      | 0               | 0     | 28              | 0        |
| Middlesbrough                  | összesen           | 28              | 0         | 0               | 0     | —               | —        | —               | —      | 0               | 0     | 28              | 0        |
| Karrierje összesen             | Karrierje összesen | 499             | 0         | 13              | 0     | 0               | 0        | 115             | 0      | 22              | 0     | 650             | 0        |

### Válogatottban
| Spanyolország | Spanyolország   | Spanyolország |
| Évek          | Pályára lépések | Gólok         |
| ------------- | --------------- | ------------- |
| 2010          | 3               | 0             |
| 2011          | 4               | 0             |
| 2012          | 3               | 0             |
| 2013          | 9               | 0             |
| 2014          | 1               | 0             |
| Összesen      | 20              | 0             |